# Pederstrup
Pederstrup är en ort i Region Syddanmark i Danmark. Orten hade 203 invånare (2013). Den ligger i Fåborg-Midtfyns kommun på ön Fyn.